# As Loucuras de um Sedutor
As Loucuras de um Sedutor é um filme brasileiro do gênero comédia do período das pornochanchadas dirigido por Alcino Diniz. 

## Sinopse
"Um aventureiro foge do interior para o Rio de Janeiro, abandonando a noiva grávida. Passa a viver de subterfúgios: conquista uma ricaça gorda e torna-se amante da empregada desta; finge-se de louco; monta um ateliê de costura. O pai da noiva, entretanto, consegue arrastá-lo de volta para o interior e o casamento só não acontece porque as suas amantes decidem armar um escândalo."

## Elenco
| Elenco             | Elenco        |
| Ator               | Papel         |
| ------------------ | ------------- |
| Paulo César Pereio | Lourenço      |
| Wilza Carla        | Celeste Aída  |
| Vera Gimenez       | Virgínia      |
| Zezé Macedo        | Margarida     |
| Fátima Freire      | Mariazinha    |
| Thelma Reston      | Anunciata     |
| Francisco Dantas   | Sr. Campos    |
| Milton Carneiro    | Manuelão      |
| Betty Saddy        | Helena        |
| Nélia Paula        | Bernarda      |
| Meiry Vieira       | Sra. Mindinho |
| Martha Anderson    | Gina          |
| Miguel Carrano     | Silvinho Gray |
| Leda Arruda        | Patsy         |
| Glória Oliveira    | Terezete      |
| Lady Francisco     |               |
| Henriqueta Brieba  |               |
| Fernando Arruda    | Psiquiatra    |